# كبريتات عضوية

بنية كبريتات عضوية

في الكيمياء العضوية الكبريتات العضوية صنف من المركبات العضوية تتشارك المجموعة الوظيفية المشتركة ذات البنية R−O−SO−3. جميع الكبريتات العضوية إسترات مشتقة شكليًّا من كحولات وحمض الكبريتيك (H2SO4). يُستعمل الكثير من الكبريتات العضوية (إسترات الكبريتات) في المنظفات، وبعضُها كواشف كيميائية مفيدة.